# Nodisoplata
Nodisoplata is een geslacht van vliesvleugeligen uit de familie Pteromalidae. De wetenschappelijke naam van dit geslacht is voor het eerst geldig gepubliceerd in 1969 door Graham.

## Soorten
Het geslacht Nodisoplata omvat de volgende soorten:
- Nodisoplata diffinis (Walker, 1874)
- Nodisoplata viridipes (Walker, 1874)